# Degad mac Sin
Degad mac Sin lub Dedad mac Sin – legendarny król Munsteru ok. 30-67 z rodu Clanna Dedad, syn Sina mac Degaid, prawnuka Eogana I mac Oililla, króla Munsteru. Duald MacFirbis (zm. 1670), historyk irlandzki, zanotował na jego temat: “Deagadh mac Sin mic Deghaidh mic Oililla Earond mic Eoghain”. Prawdopodobnie rządził Munsterem wspólnie z kuzynem Tigernachem Tetbannachem w czasach Conchobara III mac Nessa, króla Ulsteru. Ci byli także wzmiankowani w czasach panowania Conaire’a I Mora (1-60 n.e.), zwierzchniego króla irlandzkiego. Dedad prawdopodobnie nie miał dzieci, ponieważ był wspominany ze swym przybranym synem Cechtem (zwany także Maine Morgor), synem Oiliolla I Mora i Medb, królów Connachtu. Ci dali Degadowi z ich synem ziemię od Fid Cetinis na południe, do Luimneach. Lud Fir Bolg zamieszkujący te tereny, został przez Dedada pokonany.